# 新印度快報
《新印度快報》（英語：The New Indian Express）是印度英文日報，由金奈的快報出版社（Express Publications）出版。報紙成立於1932年，當時名為《印度快報》，總部位於金奈的P·瓦拉達拉朱魯·奈杜擁有，拉姆納特·葛印卡從資本合夥人拉賈·莫漢·普拉薩德（Raja Mohan Prasad）的手中購買。根據拉姆納特·葛印卡向拉賈·莫漢·普拉薩德提供的信託契約，後者家族的現任合法繼承人託管。1991年，所有者拉姆納特·葛印卡去世後，他的家人將集團分為兩家公司。最初，兩家機構共享《印度快報》的標題以及編輯等資源。但在1999年8月13日，總部位於孟買的北方版保留了「印度快報」的名稱，而南方版則更名為「新印度快報」。
《新印度快報》已在安得拉邦、卡納塔克邦、喀拉拉邦、奥迪沙邦、泰米爾納德邦和泰倫加納邦的所有22座主要城市出版。
桑瓦納·巴塔查亞（Santwana Bhattacharya）於2022年7月1日被任命接替GS·瓦蘇（GS Vasu），成為主編。

## 旗下
新印度快報集團公司也出版泰米爾文日報《Dinamani》和以下雜誌：《電影快車》（泰米爾文）、《Samakalika Malayalam Vaarika》（馬拉雅拉姆），以及網站Edex Live。

## 外部連結
- 電子版 （页面存档备份，存于）
- 新印度快報的X（前Twitter）